# Get off (Foxy)
Get off is een single van Foxy. Het is afkomstig van hun album Get off, dat geheel in Miami is opgenomen. De muziekgroep uit de Verenigde Staten had ook daar voornamelijk succes en dan nog voornamelijk in de Billboard Soullijst. Get off haalde in die soullijst een eerste plaats terwijl het nummer weinig met soul te maken heeft. Het is pure disco. Get off is eigenlijk de enige grote hit van Foxy in de Benelux, de opvolger Hot number haalde wel de hitparades in Nederland, maar bleef in de onderste regionen steken.
Muziekproducent Ish Ledesma maakte deel uit van Foxy en is van oorsprong Cubaan.

## Hitnotering
In de Billboard Hot 100 (algemene hitparade) bleef Get off steken op plaats nummer 9. In Engeland haalde het de top 50 niet. Daarentegen was het in Nederland en België een grote hit. Het werd in sommige lijsten van de eerste plaats afgehouden door Dreadlock Holiday van 10cc.

### Nederlandse Top 40
Alarmschijf
| Positie: | 20 | 10 | 7 | 3 | 2 | 1 | 1 | 3 | 4 | 13 | 20 | 38 | uit |

### NederlandseNationale Hitparade
| Positie: | 48 | 6 | 3 | 2 | 3 | 2 | 4 | 4 | 5 | 9 | 9 | 17 | 35 | 42 | uit |

### BelgischeBRT Top 30
| Positie: | 23 | 14 | 19 | 11 | 3 | 4 | 3 | 3 | 6 | 13 | 16 | 26 | uit |

### VlaamseUltratop 30
| Positie: | 26 | 15 | 10 | 9 | 3 | 2 | 3 | 3 | 6 | 9 | 14 | 28 | uit |

### NPO Radio 2 Top 2000
Get off (Foxy) stond alleen in 2000 in de NPO Radio 2 Top 2000, op plek 1830.